# Vilson Rosero
Hidrobo Vilson Rosero Rodríguez (Pallatanga, 24 agosto 1974) è un ex calciatore ecuadoriano, di ruolo centrocampista.